# Dei della peste
Dei della peste (Götter der Pest) è un film del 1970 diretto da Rainer Werner Fassbinder. Il film, per molti aspetti,  può considerarsi un seguito del film d'esordio del regista L'amore è più freddo della morte.

## Trama
Franz Walsch viene rilasciato dal carcere e torna dalla sua fidanzata Joanna Reiher, una cantante di nightclub molto sicura di sé. Franz, quindi, incontra suo fratello Marian e la sua compagna Magdalena in una bisca clandestina ma, poi, abbandona Joanna nel bel mezzo della serata e si rifugia in un hotel per qualche giorno da cui se ne va senza pagare il conto. Successivamente, Franz fa visita alla madre insieme al fratello ma il dialogo è freddo e distaccato. Rifiuta il denaro offertogli dalla donna ma, poco dopo, tenta di rubare una valigia alla stazione. Scoperto, viene salvato da Magdalena che dà dei soldi al derubato e lo ospita a casa sua dove non ha più notizie del fratello per alcuni giorni. Grazie a Carla, una ragazza che gli vende l'informazione, Franz scopre l'indirizzo di Günther ma nella casa trova il cadavere del fratello Marian. Franz si trasferisce da Margarethe una sua vecchia fiamma e inizia nuova una relazione con lei. Nel frattempo, il commissario che è incaricato di acciuffare Günther, detto "Gorilla" e che la polizia sa che è un vecchio amico di Franz, cerca di fare pressione su Joanna per avere informazioni, soprattutto dopo l'omicidio di Marian, di cui  Günther è sospettato. Per caso, Günther incontra per strada Franz il quale è contento d'incontralo ed i suoi sentimenti non mutano neppure quando Günther gli confessa di aver sparato a suo fratello colpevole di una "soffiata". Günther va a vivere con Margarethe e Franz, iniziando una relazione a tre. Rimasti senza denaro, Günther e Franz decidono di rapinare un supermercato. Joanna, però, riesce a sapere del piano della rapina da Carla dopo averla pagata. Joanna, che ha iniziato una relazione con il commissario, lo informa del piano di Franz, suggerendogli di ucciderlo. Così, durante la rapina, il commissario interviene e spara uccidendo sia Franz che l'incolpevole Martin, il gestore del supermercato. Günther, ferito, riesce a scappare ma prima di morire si vendica uccidendo Carla per aver rivelato il piano a Joanna. L'ultima scena mostra la madre di Franz, Margarethe e Joanna piangere al funerale di Franz, con quest'ultima che confessa: "Sono così innamorata!".